# ریکو اشمیدر
ریکو اشمیدر (انگلیسی: Rico Schmider؛ زادهٔ ۲۴ ژوئن ۱۹۹۱) بازیکن فوتبال اهل آلمان است.
از باشگاه‌هایی که در آن بازی کرده‌است می‌توان به باشگاه فوتبال کیکرز اوفنباخ اشاره کرد.